# Waterside Engine House

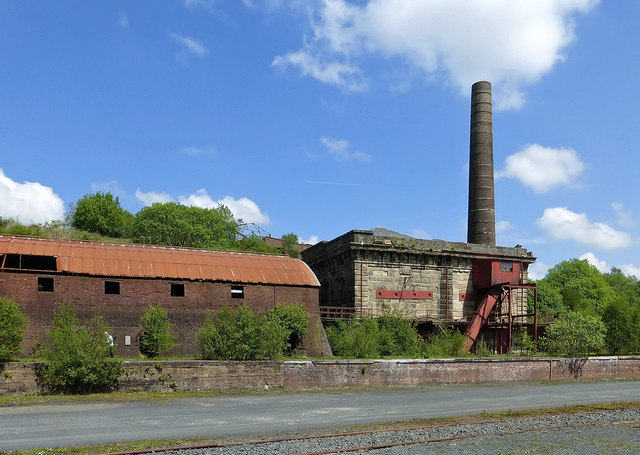
Dalmellington Ironworks

Das Waterside Engine House ist ein Industriebauwerk in der schottischen Ortschaft Waterside in der Council Area East Ayrshire. 1982 wurde das Bauwerk in die schottischen Denkmallisten zunächst in die Kategorie B aufgenommen. Die Hochstufung in die höchste Denkmalkategorie A erfolgte 1995. Von der Einstufung des ehemaligen Hüttenwerks als Scheduled Monument ist dieses Gebäude explizit ausgenommen.

## Geschichte
Das Waterside Engine House gehörte zu den Anlagen eines Hüttenwerks, das im Laufe der Jahre unter verschiedenen Namen betrieben wurde, darunter Waterside Ironworks, Dalmellington Ironworks und Houldsworth Ironworks. Der Betrieb der Anlage erstreckte sich von 1847 bis zur Stilllegung im Jahre 1976. Das Waterside Engine House stammt aus dem Jahre 1847 und gehört damit zu den ältesten Bauwerken auf dem Gelände. Im Jahre 1865 wurde es erweitert, wobei sich seine Fläche in etwa verdoppelte. Im Laufe seiner Nutzung wurde es mehrfach umgestaltet.

## Beschreibung
Das frühviktorianische Maschinenhaus steht inmitten des teilweise erhaltenen Hüttenwerks abseits der A713 am Ostrand von Waterside. Es ist im Italianate-Stil gestaltet und aus Quadersteinen aufgebaut. Flache Dreiecksgiebel bekrönen die beiden Eingangstüren an der Westseite. An den seitlichen Fassaden sind hohe Rundbogenfenster paarweise an den Außenseiten angeordnet, die zwischenzeitlich teilweise mit Mauerwerk verschlossen wurden. Kragsteine tragen ein umlaufendes Dachgesimse. Das Gebäude schließt mit einem Plattformdach.